# Chiciură

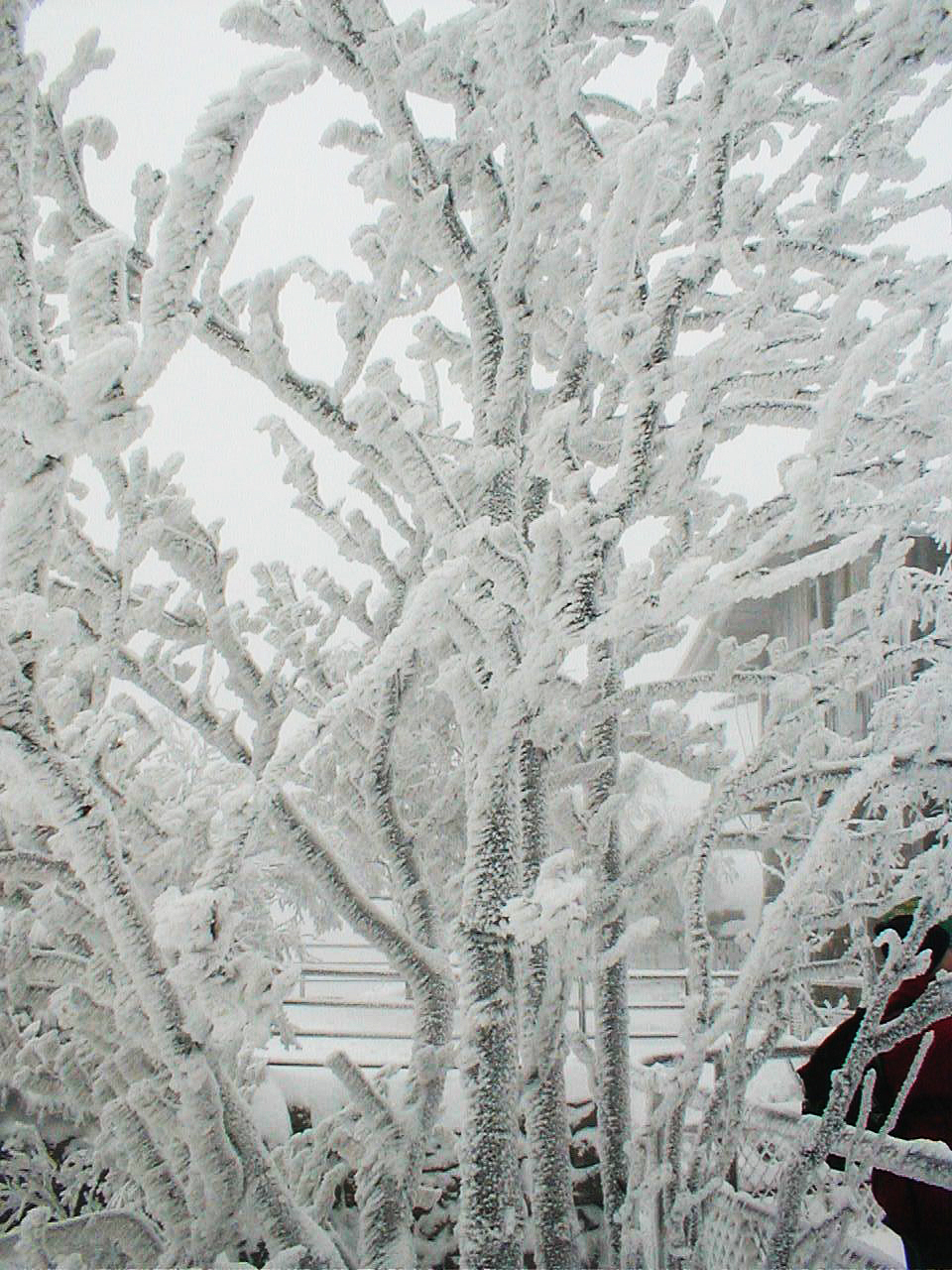
Chiciură pe copaci în Szczeliniec Wielki, Polonia

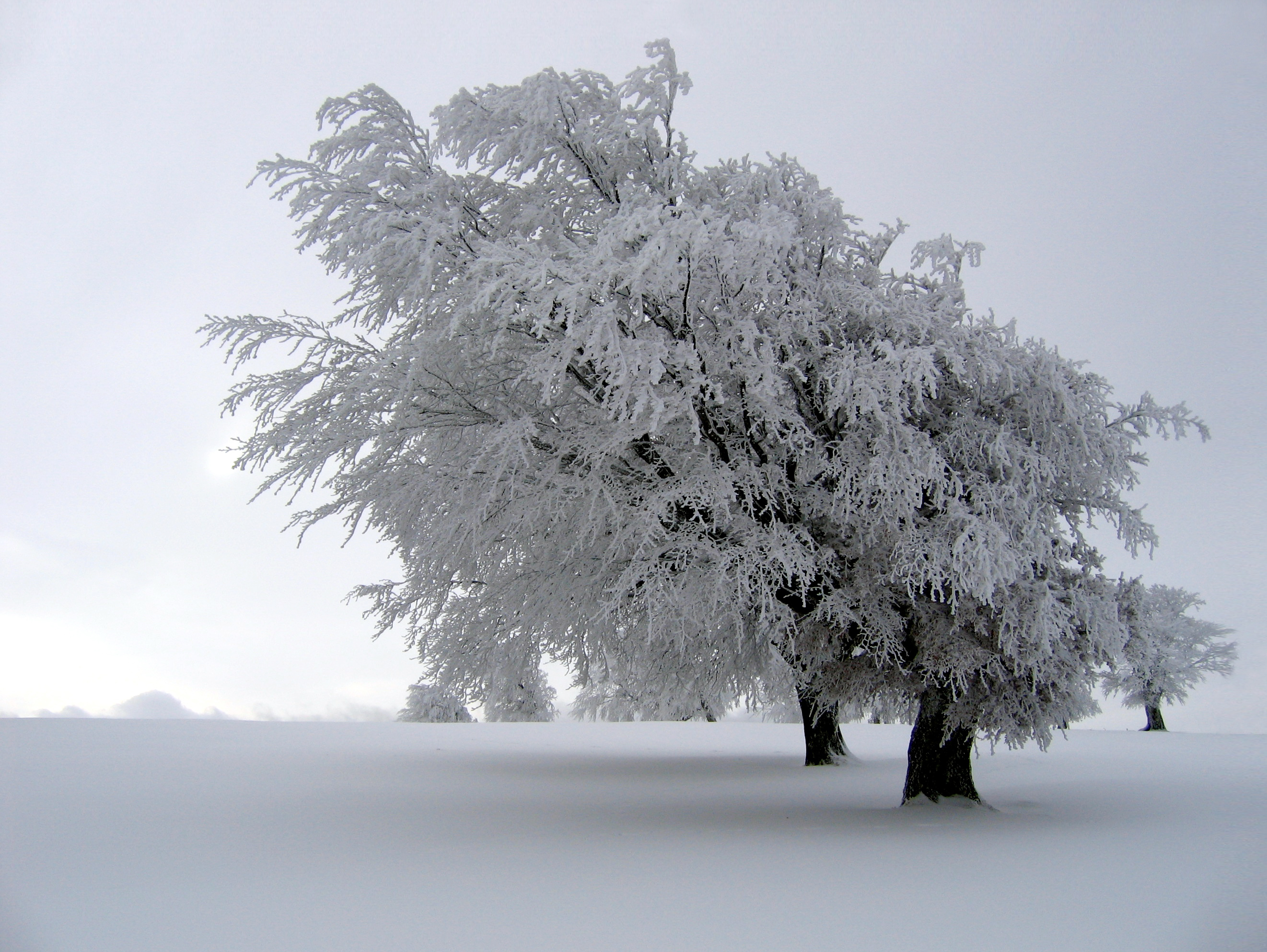
Chiciură pe un copac în munții Pădurea Neagră, Germania

Chiciura sau  promoroaca este o formă de precipitații produsă prin condensarea ceții pe fulgi de zăpadă, formând un bulgăre de chiciură sau acumulându-se pe ramurile copacilor, pe conductorii liniilor electrice sau pe alte obiecte de pe sol
Ea constituie o masă cristalină albă, cu o structură fină. Apare prin desublimarea vaporilor de apă sau prin înghețarea picăturilor suprarăcite.
Chiciura este o depunere solidă care se poate prezenta sub două forme, în funcție de condițiile de geneză: chiciura cristalină și granulară:
- Chiciura cristalină este formată din cristale de gheață cu o structură foarte fină, depunându-se pe ramurile arborilor, pe conductorii aerieni și proeminențele diferitelor obiecte, sub forma unui manșon care se scutură ușor, prăfuindu-se. Chiciura cristalină se formează pe vreme calmă, temperaturi negative și prezența unor mase de aer umede, cețoase. În aceste condiții, cristalele de chiciură se formează prin sublimarea directă a vaporilor de apă, și apoi se depun pe diversele obiecte.
- Chiciura granulară este o depunere afânată, cu o structură amorfă, care se formează prin înghețarea picăturilor de ceață suprarăcite, purtate de vânt și lovite de părțile expuse ale diferitelor obiecte. Este mai frecventă în munți, formând, pe obiectele expuse pe partea dinspre vânt, un strat care atinge uneori grosimea de 1 m (pe obiecte voluminoase). În aceste condiții, chiciura produce vătămări însemnate vegetației forestiere prin ruperea ramurilor, vârfului coroanei arborilor etc.

Chiciura nu trebuie confundată cu bruma care, deși este o formă de precipitații înrudită, apare numai în anotimpurile de tranziție (toamna și primăvara), în cursul nopților în care nebulozitatea este redusă, umiditatea este mare și nu adie vântul, iar răcirea suprafeței terestre (prin radiație) și a obiectelor aflate la sol determină scăderea temperaturii sub 0ºC.